# David González Plata
David González Plata, meglio noto come Nono (Badajoz, 28 maggio 1991), è un calciatore spagnolo, centrocampista del Korona Kielce.

## Carriera
Ha giocato nella seconda divisione spagnola.

## Palmarès

### Club

#### Competizioni nazionali
- Segunda División B: 1

UCAM Murcia: 2015-2016